# 和歌山県信用漁業協同組合連合会
和歌山県信用漁業協同組合連合会（わかやまけんしんようぎょぎょうきょうどうくみあいれんごうかい）は、かつて存在した、和歌山県和歌山市に本店を置く、和歌山県内の漁業協同組合の信用事業を統括する県域漁協系金融機関であり、県内漁業協同組合を会員としていた。
通称は「JF和歌山県信漁連」。統一金融機関コードは9479。

## 沿革
- 1955年11月 - 設立。
- 平成28年4月6日：兵庫県漁業協同組合連合会と合併するとして仮調印を行った。
- 平成29年4月1日：兵庫県信漁連と合併し、なぎさ信用漁業協同組合連合会設立[1][2][3][4]。旧本店は、なぎさ信漁連の和歌山支店となった。

## 店舗所在地
※：括弧内は店舗コード。
- 本店（001）/和歌山県和歌山市雑賀屋町東ノ丁33 和歌山県水産会館内
- 有田支店（002）/和歌山県有田市宮崎町2405
- 御坊支店（210）/和歌山県御坊市塩屋町南塩屋450-4
- 串本支店（300）/和歌山県西牟婁郡串本町串本1884